# 神戸市立湊翔楠中学校
神戸市立湊翔楠中学校（こうべしりつ みなとしょうなんちゅうがっこう）は、兵庫県神戸市中央区にある公立中学校。

## 概要
難聴学級、院内学級など複数の特別支援学級が設置され、特別支援教育に重点が置かれている。

## 沿革
- 2011年4月1日 - 神戸市立湊中学校と神戸市立楠中学校を統合し神戸市立湊翔楠中学校開校。校地は湊中のものを使用。
- 2013年1月1日 - 現在地（楠中の校地だった場所）に移転。
- 2015年4月1日 - 隣接地にあった神戸市立湊川多聞小学校（現在の神戸市立神戸祇園小学校の前身校の一つ）の閉校に伴い、その敷地を本校のグラウンドとして併合。
- 2025年4月1日 - 神戸市男女共同参画センター（あすてっぷKOBE）内に分校（通称「みらいポート」）開校（学びの多様化学校）[1][2][3]

## 部活動

### 運動部
- 野球部
- バスケットボール部
- ソフトテニス部
- 剣道部
- 体操部
- 水泳部
- 男子卓球部
- 女子バレーボール部

### 文化部
- 吹奏楽部
- 美術部
- 生活文化部
- パソコン部
- 手話部
- コーラス部

## 通学区域
以下の小学校の通学区域。
- 神戸市立神戸祇園小学校
- 神戸市立湊小学校

## 交通アクセス
本校
- JR神戸駅から市バス9系統、110系統に乗り「大学病院前」にて下車、東南150メートル。
- 神戸高速鉄道高速神戸駅から北へ徒歩5分
- 神戸市営地下鉄大倉山駅から西へ徒歩5分

分校「みらいポート」
- JR神戸駅から北へ徒歩7分。
- 神戸高速鉄道高速神戸駅から北へ徒歩3分
- 神戸市営地下鉄大倉山駅から南へ徒歩3分

## 通学区域が隣接している学校
- 神戸市立須佐野中学校
- 神戸市立兵庫中学校
- 神戸市立湊川中学校
- 神戸市立夢野中学校
- 神戸市立雲雀丘中学校
- 神戸市立山田中学校[注釈 1]
- 神戸市立神戸生田中学校